# MapleMusic Recordings
MapleMusic Recordings (actualmente llamada Cadence Music Group o Cadence Recordings) es una compañía discográfica independiente canadiense fundada en el 2002 por Grant Dexter y por el vocalista del grupo canadiense de rock Skydiggers: Andy Maize, siendo filial de la empresa de música canadiense MapleCore Ltd.
Desde 2016 cambió su nombre la discográfica a Cadence Music Group o Cadence Recordings.

## Algunos artistas de la discográfica
- Cold War Kids
- Gomez
- Miike Snow
- Skydiggers
- The Dismemberment Plan
- White Denim